# Kayu Ombun
Kayu Ombun is een bestuurslaag in het regentschap Padang Sidempuan van de provincie Noord-Sumatra, Indonesië. Kayu Ombun telt 3100 inwoners (volkstelling 2010).